# Sheena Eastonová
Sheena Eastonová (* 27. dubna 1959 Bellshill, Severní Lanarkshire) je skotská zpěvačka, představitelka nové generační vlny v pop music osmdesátých let, úspěšná díky sexuálně vyzývavé image i širokému žánrovému rozpětí od country po disco. Měří pouze 154 cm.
Narodila se jako nejmladší z šesti dětí v dělnické rodině pod jménem Sheena Shirley Orrová, vystupuje pod příjmením svého prvního manžela (celkem byla vdaná čtyřikrát). Absolvovala glasgowskou konzervatoř, zpívala v klubech se skupinou Something Else, v showbusinessu prorazila roku 1979 díky účinkování v televizní talentové show The Big Time.
V roce 1980 měla v první desítce UK Singles Chart dva hity „Modern Girl“ a „9 to 5“ (známý také pod názvem „Morning Train“), o rok později nazpívala titulní píseň bondovky Jen pro tvé oči, nominovanou na Oscara za nejlepší filmovou píseň. Vyhrála anketu čtenářů Daily Mirror o nejlepší zpěvačku, stala se třetí britskou interpretkou v čele amerického žebříčku Billboard Hot 100 a získala dvě ceny Grammy: v roce 1982 pro objev roku a v roce 1985 za duet s Luisem Miguelem „Me Gustas Tal Como Eres“ v kategorii mexickoamerických nahrávek. Její album A Private Heaven bylo v USA vyhlášeno platinovou deskou. S Kenny Rogersem nahrála coververzi písně Boba Segera „We've Got Tonite“, dalšími jejími hity byly skladby „Telefone (Long Distance Love Affair)“, „The Lover in Me“ a „Strut“, v roce 1987 nazpívala s Princem duet „U Got the Look“, který dosáhl na druhé místo Billboard Hot 100.
Od roku 1992 žije v USA a má dvojí občanství, koncertuje převážně v Las Vegas. Účinkovala v broadwayských muzikálech Muž z kraje La Mancha a Pomáda, menší role měla ve filmech Neslušný návrh a seriálech Alf, Miami Vice, Dobrodružství Brisco Countyho Jr.  a Krajní meze.

## Diskografie
- Take My Time (1980)
- Sheena Easton (1981)
- You Could Have Been with Me (1981)
- Madness, Money & Music (1982)
- Best Kept Secret (1983)
- A Private Heaven (1984)
- Todo Me Recuerda a Ti (1984)
- Do You (1985)
- No Sound But a Heart (1987)
- The Lover in Me (1988)
- What Comes Naturally (1991)
- No Strings (1993)
- My Cherie (1995)
- Freedom (1997)
- Home (1999)
- Fabulous (2000)